# Die Gangster-Akademie
Die Gangster-Akademie (Originaltitel: La banda del trucido) ist ein italienischer Kriminalfilm aus dem Jahr 1977. Der von Stelvio Massi inszenierte Film erfuhr seine deutschsprachige Erstaufführung in um mehrere Minuten gekürzter Form am 8. März 1985. Erst am 10. März 2010 folgte die ungeschnittene Fassung auf DVD und am 29. November 2021 auf Blu-ray.

## Handlung
Kommissar Ghini hat das Raubdezernat von seinem ermordeten Vorgänger Taddei übernommen, dessen Mörder Lanza er hinter Gittern zu bringen sucht. Dann plant der Sizilianer Belli den Überfall auf zwei Juwelenhändler und nimmt Kontakt zur römischen Unterweltlegende Monnezza auf – der ein Lokal führt und als Taschendieb alter Schule Gewalt ablehnt –, um für de Coup einen Fahrer zu rekrutieren, den jungen Ranocchia. Nachdem Lanza durch Belli den Tod gefunden hat, gelingt der Überfall erst beim zweiten Mal, allerdings auf Kosten eines Massakers. Belli tötet bei der Verfolgung Ranocchia; dann macht er sich auf die Suche nach Belli, dem auch Monnezza hinterher ist. Die getrennten Aktionen führen zum gemeinsamen Ziel. Ghini kann Belli töten; den Erlös aus dem Raub stiftet Monnezza teils Ranocchias Frau, teils seinen Freunden.

## Veröffentlichungen in Deutschland
Die Gangster-Akademie war über zwei Jahrzehnte nur in gekürzten Fassung in Deutschland erhältlich. Nach der Kino- und der VHS-Auswertung, bot auch die deutschsprachige DVD-Premiere in 2007 nur eine (anders) geschnittene Fassung. In 2010 erschien der Film erstmals unzensiert in Deutschland auf DVD über Anolis Film. Cinestrange Entertainment veröffentlicht im November 2021 den Film in zwei Fassungen im Mediabook (Blu-ray & DVD). Neben der Originalversion wird die (gekürzte) deutsche Kinofassung enthalten sein.

## Kritik
Das Lexikon des internationalen Films meinte, es sei ein „verworrener, äußerst mäßig inszenierter Kriminalfilm mit einigen überflüssigen Härten, der strittige Polizeimethoden propagiert.“ Die Segnalazioni Cinematografiche bemerkten, der Film versuche, vom üblichen Schema abzuweichen, indem er gleich zwei „Scharfrichter“-Figuren präsentiere, deren eine (Monnezza) deutlich komödiantisch angelegt sei. Insgesamt wirke der Film wie eine Hommage auf die guten alten Diebe, im Gegensatz zu den neuen harten Verbrechern.